# منحنى كيلنغ

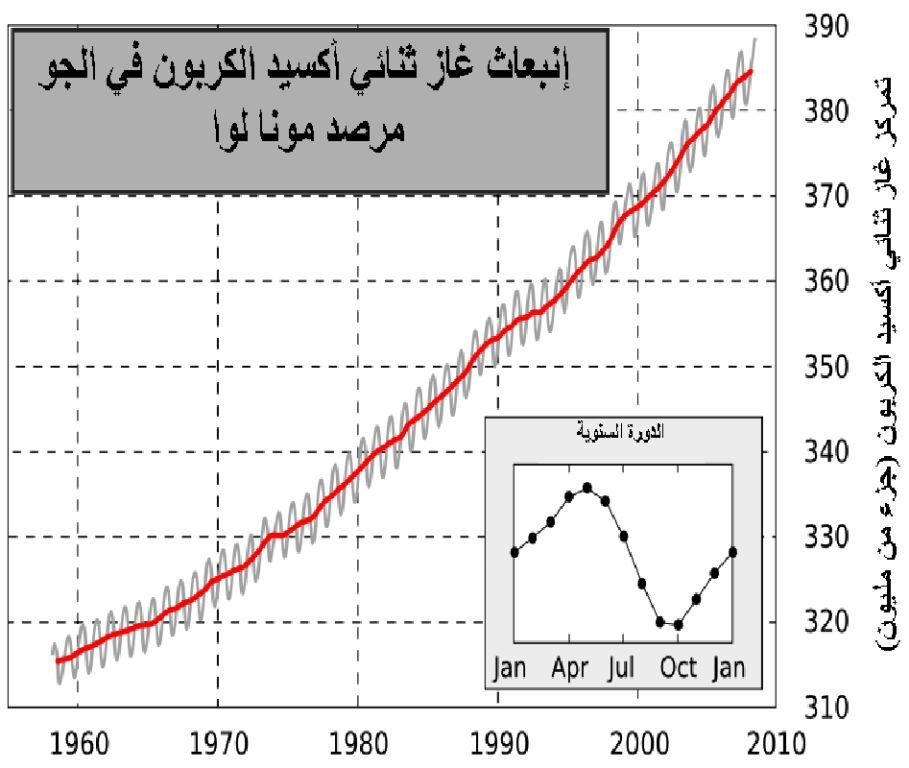
منحني كيلنغ الذي يوضح القيمة الثابتة التي يزيد بها انبعاث غاز ثنائي أكسيد الكربون في الجو وذلك منذ سنة 1958

منحنى كيلنغ (إنجليزية Keeling Curve) هو رسم بياني يبين تغير تركيز غاز ثنائي أكسيد الكربون في الجو منذ سنة 1958. يعتمد على معطيات تم أخذها على فترات زمنية طويلة من مرصد مونا لوا في هاواي وذلك تحت إشراف شارل دافيد كيلنغ. حيث تبين قياسات كيلنغ بوضوح المعدل المتسارع الذي يزيد به انبعاث غاز ثنائي أكسيد الكربون في الجو.
يرجع العديد من العلماء الفضل لمنحنى كيلنغ في أنه أثار انتباه العالم لتأثير النشاط الإنساني على الجو وعلى المناخ.

## خلفية
قبل خمسينيات القرن العشرين، أجريت قياسات لتركيزات ثاني أكسيد الكربون في الغلاف الجوي على أساس مخصص في مواقع مختلفة. في عام 1938، قارن المهندس وخبير الأرصاد الجوية جاي ستيوارت كالندار مجموعات بيانات ثاني أكسيد الكربون في الغلاف الجوي المأخوذة من مقاطعة كيو في 1898-1901، والتي بلغ متوسطها 274 جزءًا من المليون من حيث الحجم (ترميز جزء- في) ومن شرق الولايات المتحدة في 1936-1938، والتي بلغ متوسطها 310 جزءًا من المليون، وخلص إلى أن تركيزات ثاني أكسيد الكربون آخذة في الارتفاع بسبب الانبعاثات بشرية المنشأ. مع ذلك، فإن نتائج كالندار لم تحظَ بقبول شديد في أوساط المجتمع العلمي بسبب طبيعة القياسات غير المكتملة.
تشارلز ديفيد كيلينغ، من معهد سكريبس لعلوم المحيطات في جامعة كاليفورنيا في سان دييغو، هو أول من أجرى قياسات منتظمة متكررة لتركيزات ثاني أكسيد الكربون في الغلاف الجوي في القارة القطبية الجنوبية، وفي ماونا لوا، هاواي منذ تاريخ مارس 1958 وما بعده. اختبر كيلينغ سابقًا تقنيات القياس في مواقع مختلفة بما في ذلك بيغ سور بالقرب من مونتيري، والغابات المطيرة في شبه الجزيرة الأولمبية في ولاية واشنطن، والغابات الجبلية العالية في أريزونا. لاحظ سلوكًا قويًا لثاني أكسيد الكربون خلال الدورة اليومية، إذ ازداد تركيزه في الليل بسبب عملية تنفس النباتات والتربة، وتمثل القيم المأخوذة بعد فترة الظهر «الغلاف الجوي الحر» فوق نصف الكرة الشمالي.

## قياسات ماونا لوا
خلال مشروع السنة الجيوفيزيائية الدولية الذي أُقيم في الفترة 1957-1958، حصل كيلينغ على تمويل من مكتب الأرصاد الجوية لتركيب أجهزة تحليل غاز الأشعة تحت الحمراء في مواقع نائية، بما في ذلك القطب الجنوبي وبركان ماونا لوا في جزيرة هاواي. وقع الاختيار على موقع مانوا لوا لأغراض المراقبة طويلة الأجل بسبب موقعه البعيد عن القارات وافتقاره إلى الغطاء النباتي. أخذ كيلينغ ومعاونوه قياسات لنسيم المحيط القادم فوق طبقة الانعكاس الحراري لتقليل التلوث المحلي من الفتحات البركانية. جرى تعديل البيانات لإلغاء أي تأثير من التلوث المحلي. أُرغم كيلينغ على التخلي عن جهود المراقبة المستمرة في القطب الجنوبي بسبب انخفاض التمويل خلال ستينيات القرن العشرين، ولكنه جمع ما يكفي من المال لضمان استمرار العمليات في مرصد ماونا لوا، والتي استمرت حتى يومنا هذا.
قدمت مقالة كيلينغ المنشورة في مجلة تيل أس عام 1960 أول سجلات شهرية لمستويات ثاني أكسيد الكربون من ماونا لوا والقارة القطبية الجنوبية (1957 إلى 1960)، وتوصلت إلى وجود «دورة موسمية ملحوظة... وربما، ارتفاعًا عالميًا في ثاني أكسيد الكربون من سنة إلى أخرى». بحلول سبعينيات القرن العشرين، أصبح من الجلي استمرار زيادة انبعاث ثاني أكسيد الكربون في الغلاف الجوي بسبب الانبعاثات التي يتسبب البشر بها.
تؤخذ قياسات ثاني أكسيد الكربون في مرصد ماونا لوا في هاواي باستخدام نوع من أجهزة قياس الطيف بالأشعة تحت الحمراء، والمعروف باسم مستشعر الأشعة تحت الحمراء، والمُعاير وفقًا لمعايير المنظمة العالمية للأرصاد الجوية. ابتكر جون تيندال هذا النوع من الآلات للمرة الأولى في عام 1864، وكان يسمى في الأصل كابنوغراف، ويجري تسجيل القراءات فيه بواسطة آثار القلم على مخطط مسجل. في الوقت الحاضر، تُستخدم العديد من أجهزة الاستشعار التي تعمل بالليزر لتشغيلها بالتزامن مع مقياس الطيف بالأشعة تحت الحمراء في معهد سكريبس لعلوم المحيطات، بينما ما تزال الإدارة الوطنية للمحيطات والغلاف الجوي تُجري قياساتها في ماونا لوا باستخدام مستشعر الأشعة تحت الحمراء.

## النتائج والتفسيرات
تُظهر القياسات التي جُمعت في مرصد ماونا لوا زيادة مطردة في متوسط تركيز ثاني أكسيد الكربون في الغلاف الجوي والذي تراوح بين 313 جزءًا من المليون من حيث الحجم في مارس 1958 إلى 406 جزءًا من المليون في نوفمبر 2018، مع زيادة حالية قدرها 2.48 ± 0.26 جزءًا من المليون سنويًا (بمتوسط انحراف معياري يبلغ ± 2). تعزى زيادة ثاني أكسيد الكربون في الغلاف الجوي إلى احتراق الوقود الأحفوري، والذي تزايدت وتيرته في السنوات الأخيرة. لذلك أثر كبير على ظاهرة الاحتباس الحراري، نظرًا لأن ثاني أكسيد الكربون من الغازات الدفيئة. تُظهر قياسات تركيز ثاني أكسيد الكربون في فقاعات الهواء القديمة المحاصرة في النوى الجليدية القطبية أن متوسط تركيز ثاني أكسيد الكربون في الغلاف الجوي تراوح بين 275 و285 جزءًا من المليون خلال العصر الهولوسيني (منذ عام 9000 قبل الميلاد وما بعده)، ولكنه بدأ في الارتفاع بشكل حاد في بداية القرن التاسع عشر.
يُظهر منحنى كيلنغ كذلك تباينًا دوريًا يبلغ نحو 6 أجزاء من المليون سنويًا يتوافق مع التغيير الموسمي في امتصاص نباتات الأرض لثاني أكسيد الكربون. يتواجد معظم الغطاء النباتي في النصف الشمالي من الكرة الأرضية حيث تتركز معظم اليابسة. يبلغ تركيز ثاني أكسيد الكربون أعلى مستوياته في شهر مايو، وينخفض خلال الربيع والصيف عندما تنمو النبات وتمتص ثاني أكسيد الكربون من الغلاف الجوي خلال عملية التمثيل الضوئي. بعد الوصول إلى الحد الأدنى في سبتمبر، يرتفع مستوى ثاني أكسيد الكربون مجددًا في الخريف والشتاء عندما تموت النباتات والأوراق وتتحلل، ما يؤدي إلى انبعاث ثاني أكسيد الكربون إلى الغلاف الجوي.